# Серпін
Серпін (пол. Sierpin, нім. Serpin) — село в Польщі, у гміні Ельблонґ Ельблонзького повіту Вармінсько-Мазурського воєводства.
Населення — 61 особа (2011).
У 1975-1998 роках село належало до Ельблонзького воєводства.

## Демографія
Демографічна структура станом на 31 березня 2011 року:
|          | Загалом | Допрацездатний вік | Працездатний вік | Постпрацездатний вік |
| -------- | ------- | ------------------ | ---------------- | -------------------- |
| Чоловіки | 32      | 3                  | 27               | 2                    |
| Жінки    | 29      | 6                  | 20               | 3                    |
| Разом    | 61      | 9                  | 47               | 5                    |